# 哈圖拉
61°03′20″N 24°22′15″E / 61.05556°N 24.37083°E

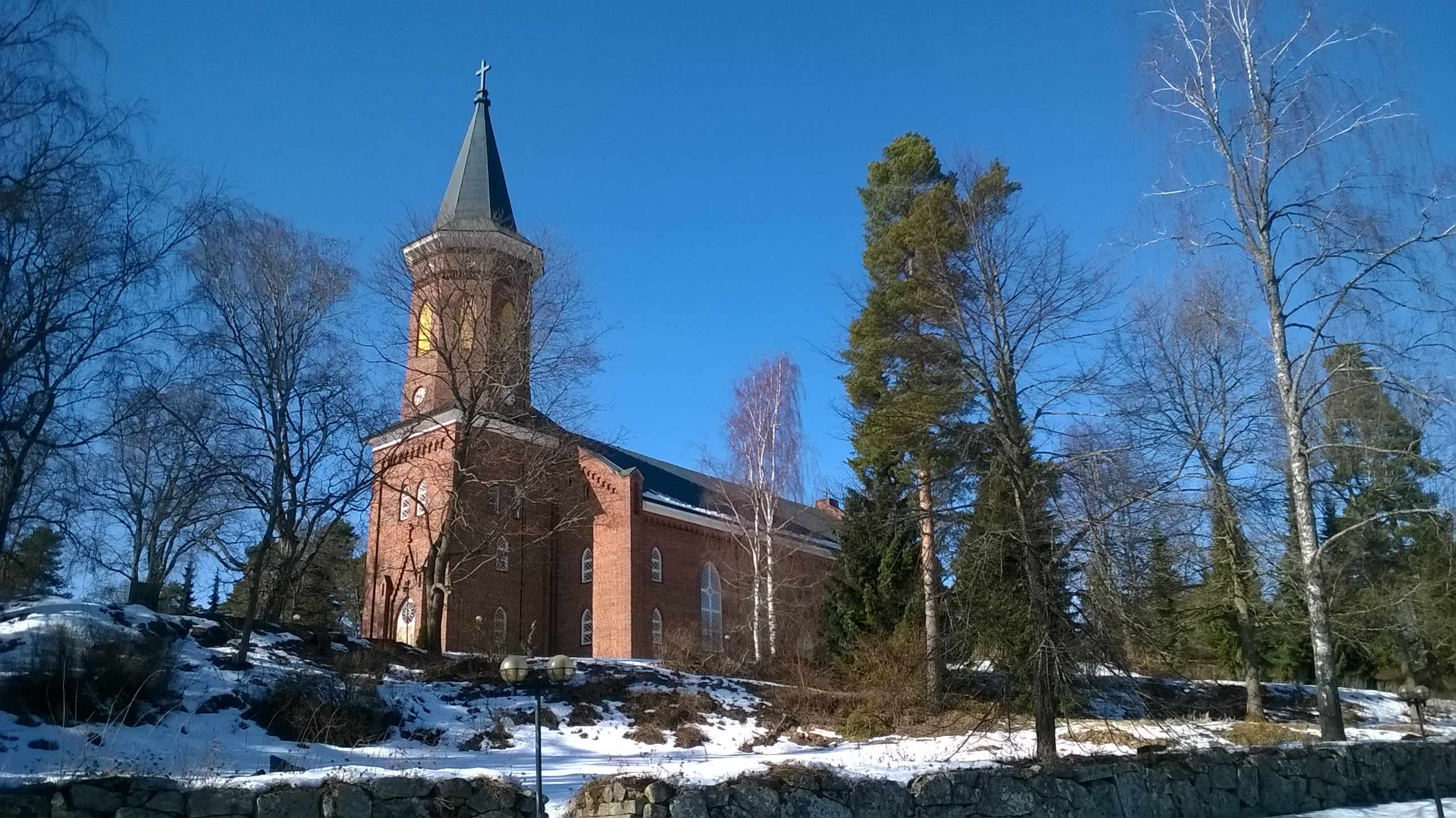
哈图拉新教堂

哈圖拉（芬蘭語：Hattula）是芬蘭的市鎮，位於該國南部，由坎塔海梅區負責管轄，距離海門林納12公里，始建於1868年，面積427平方公里，2013年人口9,724，人口密度為每平方公里27.17人。

## 外部連結
- Municipality of Hattula（页面存档备份，存于） – Official website